# Биографски метод истраживања
Биографски метод је један од квалитативних метода који се примењују у социолошким истраживањима. Његова примена предмет је многих расправа. Иако има већ стечен статус самосталног метода, многи теоретичари ипак не виде га као метод који би својом самосталном применом био довољан. Међутим, могућност утврђивања тачног тока његовог развоја и мапирање његове примене говоре у прилог супротном.

## Дефиниција
Не постоји сагласност међу ауторима о тачној дефиницији биографског метода, уместо тога биографски метод се углавном дефинише на основу извора, личних докумената, из којих црпи основне податке у истраживањима. Када је у питању овакав начин дефинисања биографског метода различити изрази се користе као синоними за овај метод, а то су употреба или метод људских докумената, животна прича, животна историја, историја случаја,...итд. На овај начин прећутно се говори да се овим методом прикупљају сазнања о субјективном искуству учесника у одређеним догађајима и ситуацијама. Други начин на који се биографски метод може прецизније дефинисати јесте на основу циљева које има примена овог метода. Таква дефиниција би била да је биографски метод метод који покушава да разуме и објасни друштвена збивања и процесе првенствено се усредсређујући на животне приче човека као главног чиниоца и актера друштвених појава.
Управо због придавања великог значаја субјективној димензији испитиване појаве или процеса, многи аутори биографски метод не сматрају научним методом. 

## Развој и примена
Када је биографски метод у питању можемо говорити о неколико периода у развоју и примени самог метода:

### Настанак метода и почетак његове примене
Сам метод настаје почетком двадесетог века у Сједињеним Америчким Државама. Његова теоријска основа је у Гешталт теорији, која подразумева да целина није само пуки збир својих делова, а основна претпоставка јесте да на мишљење и понашање људи, осим њихових друштвених и демографских фактора, утиче и лично искуство појединца и специфичан след животних догађаја. 
Произлазећи из једне социологистичке традиције, биографски метод своју примену успева да добије и на другом континенту – Европи. У Европи овај метод почиње да се примењује управо првенствено у Пољској. Развој овог метода у Пољској тече паралелно са развојем у Америци и истраживањем које спроводи Чикашка школа, а које се тиче Пољске. 

### Врхунац примене метода
У Америци врхунац своје примене достиже у оквиру Чикашке школе која се бавила искључиво његовим методолошким аспектима. 
Класичан пример примене биографског метода је њено пионирско истраживање Пољски сељак у Европи и Америци које је почео да спроводи В. Томас, а касније му се придружио и Ф. Знаниецки. Они су настојали да, избегавајући социологизме и психологизме, направе синтезу социологије и психологије. Користећи појмове вредност (друштвени елемент) и став (субјективни елемент). Осим што су спроводили истраживања о мигрантским породицама, социолози Чикашке школе углавном су спроводили истраживања која су се бавила делинквенцијом и девијантношћу у друштву.

### Замирање и обнова примене метода
Следи период Другог светског рата који не утиче повољно на примену овог метода као ни самих социолошких истраживања. На основу расположивих података може се приметити да је примена биографског метода континуирано текла само у Пољској док је у остатку Европе и Америци, после Другог светског рата, почела да оживљава тек шездесетих и седамдесетих година. Оно што је значајно за овај период оживљавања примене метода јесте замена техника прикупљања података. Уместо аутобиографије као основна техника изградње искуствене евиденције примењује се животна историја. У овом периоду овим методом углавном су испитиване друштвене структуре.

### Разлике између две школе
Иако је развој ових метода текао истовремено како у Америци тако и у Европи, могу се запазити јасне разлике.
Основна разлика се односи на основне изворе искуствене грађе потребне за истраживање. Док се у америчкој традицији биографија као основни извор искуствене грађе готово увек користи уз коришћење и других, институционалних, докумената у Пољској традицији је она готово увек једини и основни извор искуствене грађе.

## Лични подаци
Као и сам биографски метод и извор података који он користи нема једну јасно одређену дефиницију. Управо зато што лични документи подразумевају различите врсте извора и зато што временом са развојем технологије у себе укључује нове врсте извора врло је тешко успоставити једну свеобухватну дефиницију. 

Једна од најопширнијих дефиниција онога што лични документ јесте била би дефиниција коју је дао Роберт Ретклиф: 
„Људски или лични документ је онај у ком се људске и личне карактеристике аутора докумената изражавају тако да читалац документа препознаје аутора и његова виђења догађаја на које се документи односе.”
Проблем ове дефиниције јесте прешироко употребљен појам „људских и личних карактеристика аутора“, дакле, акценат се ставља на психолошке особине аутора документа. Дефиниција за коју би се могло рећи да на ближи и прецизнији начин одређује личне документе јесте дефиниција Штепанског која каже да су лични документи:
“Само они писмени искази који приказују учешће писца у одређеној друштвеној ситуацији и дају лични став писца о тој ситуацији, даље, опис тока догађаја у овој ситуацији и како се писац при томе држао.” 
Ова дефиниција осим психолошког момента, који се огледа у коришћењу појма став, додаје и друштвену димензију, односно појам друштвене ситуације. Међутим, дефиниција укључује искључиво писане документе, али са развојем технологије личним документима се могу сматрати и видео и аудио записи и фотографије.

### Особине личних података
Неке битне особине личних података који се користе као извори у примени биографског метода:
- Прво, истиче се то што су стваране од стране самог субјекта тако да изражавају потпуну субјективну страну једне приче у којој истраживач учествује тек толико да истраживање наводи на ону страну која је њему релевантна за истраживање[6].
- (Не)учествовање истраживача у стварању ове врсте искуствене евиденције може се сматрати другом особином примене ове врсте метода, извори настају спонтано[6].
- На крају као врло битна особина овакве врсте извора јесте сама мотивација испитаника да напише оно што је од њега затражено. Ова особина се односи на спремност испитаника да у личним документима што искреније одговори на затражена питања[6].

## Извори података
Основни извори података којима се користи биографски метод су:
Животна историја је један од првих и основних извора података у примени биографског метода, због тога је овај израз и један од синонима за сам метод. Оно што животна историја представља јесте приступ који у себи садржи и обрисе биографских података изнете речима самог испитаника. Истраживачи који користе ове врсте података морали би да обрате пажњу на то како су подаци прикупљени, како се користе и које су њихови јаче стране као и лимити самих података.
Биографије и аутобиографије су извори података по којима је и сам метод добио назив. У многим истраживањима биле су основни и једини извори података. Разлика између биографија и аутобиографија јесте у самом начину настанка. 
Биографија настаје као резултат разговора истраживача и субјекта на основу ког истраживач сам пише овај тип документа.
Аутобиографија је документ који је написан од стране самог испитаника. Испитаник може да је ствара сам независно од истраживања, а истраживач касније може да је искористи за своје истраживање. Такође, може настати и по захтеву самог истраживача расписивањем јавих конкурса за писање аутобиографије. Аутобиографије се сматрају најпотпунијим документима који служе као извор података биографских истраживања. Својом хронолошки постављеном причом истраживачу олакшавају њено коришћење и омогућује му висок степен контроле над подацима. У комбинацији са институционалним подацима аутобиографије дајући и субјективну и објективну димензију испитиваног догађаја чини најверодостојнији извор података биографског метода.
Дневник је животни документ par excellencе који хронолошки и непосредно бележи савремени ток приватних и јавних догађаја важних за његовог писца. Дакле, након биографије, дневници су други најпогоднији извор података јер садрже податке који укључују темпоралну димензију (настају непосредно након неког догађаја).
Писма су текстуална објективизација одређеног тока комуникације између чланова примарних група, појединаца и група са широм друштвеном заједницом. Употреба само писама није довољан извор података већ се она морају користити заједно са другим личним документима и документима која објективно сведоче о временском периоду у ком се испитивана појава проучава.
Мемоари као посебан извор података могу настати на два начина. Први начин подразумева настанак мемоара на основу кратких белешки које су настале непосредно пре догађаја, док други начин подразумева настанак мемоара касније у животу испитаника на основу његових сећања. У зависности од тога на који начин су мемоари настали различита је и њихова вредност.
Фотографије и видео записи се карактеришу као савремени извори података. Визуелни подаци о испитаницима почели су да се користе са развојем технологије, а оно што је карактеристично за њих као и за претходну врсту извора јесте да није довољно користити само њих као основне изворе већ је битно користити их заједно са другим изворима који се тичу испитиване појаве.

## Сређивање и анализа података
Када говоримо о сређивању података добијених применом биографског метода говоримо о првој и најважнијој етапи истраживања. Прикупљање података из извора који су доступни биографском методу дуготрајан је процес и због тога је врло важно да истраживач већ у самом процесу прикупљања података крене да их сређује. Подаци сређени пре почетка конкретне анализе у многоме олакшавају сам њен процес. Првенствено се препоручује израда базе података из које ће истраживач при анализи користити податке. База података подразумева управо сређивање података према садржини и временском току за време процеса прикупљања искуствене евиденције. Неки аутори предлажу и даље сређивање базе података формирајући различите регистре попут главног, аналитичког и дневничког регистра. Главни регистар би био, дакле, сама база података са свим подацима. Аналитички регистар подразумева одређене кораке анализе, подразумева мапирање карактеристичних понашања,... И на крају, али не и мање битан, дневнички регистар који представља скуп истраживачевих белешки и мишљења о одређеним деловима истраживања. Осим ових регистара могу се користити и помоћни регистри попут финансијски извештаја као и библиографија радова који се односе на тему истраживања. Овако сређени подаци воде ка одређеним корацима у анализи.
Први корак у анализи података јесте њихово хронолошко сређивање, употреба одређених извора података који су и сами хронолошки поређани олакшава овај корак. Затим, истраживач проналази односе између одређених догађаја и искуства испитаника са циљем да се критички испита уверљивост приче. Седећи корак јесте бављење појединачним документима и мапирање карактеристичних типова понашања, друштвених односа,... Овај корак анализе укључује примену секвенцијалне анализе.

## Промене у процесу истраживања
Улога истраживача код биографског метода је обрнута у односу на класична, квалитативна истраживања; и то истраживач на почетку истраживања прикупља искуствене податке, чита или слуша животне приче људи, строго настојећи да буде невидљив и неприметан, како ничим не би утицао на аутентичност и квалитет података, а потом помно проучава прикупљену грађу и на основу ње реконструише стварни живот.
Осим што уноси измене у улози истраживача у истраживању, биографски метод уноси измене и у посматрању саме друштвене стварности класично истраживање настоји да изведе узрочно-последични ланац од такозваних независних променљивих... ка зависним..., док биографски метод настоји да реконструише хронолошки ланац догађаја и да проучи логику њиховог дешавања.

## Предности
Биографски метод има предност првенствено у томе што у обзир узима и субјективну димензију догађаја или појаве која се испитује. Та субјективна димензија износи се директно од стране субјекта и на тај начин обезбеђује искреност података. Међутим, многи аутори сматрају да претерано истицање субјективне димензије неке појаве или догађаја представља опасност за објективност и веродостојност добијених резултата истраживања. Овај проблем биографског метода решава се применом принципа комплементарности. Принцип подразумева коришћење различитих извора података који међусобно подржавају једни друге. У случају биографског метода у питању су институционални подаци који се сматрају објективним подацима који недостају личним документима. 
Предност коју примена биографског метода, такође, има јесте то што уводи темпоралну димензију у процес истраживања, извори података углавном су настали непосредно након догађаја који се испитује. Дакле, биографски метод контекстуализује добијене податке самим одабиром извора података.
И на крају, предност овог метода односи се на саме изворе искуствене грађе које је много лакше контролисати него остале изворе који укључују директно присуство истраживача у процесу прикупљања података.

## Недостаци
Први проблем, односно недостатак, је сама доступност података, мали број личних докумената је лако доступан истраживачима што их наводи да расписују конкурсе за наручивање биографија, а то онда води до следећег проблема, проблема аутентичности. Овај проблем се јавља код извора који су настали зависно од истраживања, изворима који су наручени, а који су прикупљени оралним путем (наративне биографије). Конкретно проблем овог вида извора података јесте степен у ком је истраживач утицао на формирање извора. Решење за овакву врсту проблема може се наћи у што бољој дефиницији теме и циљева истраживања, а затим и у дефинисању што ширег искуственог оквира самог истраживања.
Још један проблем на који се може наићи у примени биографског метода јесте избор испитаника.
Репрезентативност резултата последњи је проблем на који примена биографског метода наилази и односи се осим на узорковање и на анализу и презентацију резултата.

## Мултидисциплинарност
Због своје природе да у обзир у истраживању узима и субјективну димензију испитиване појаве, биографски метод има своју примену и у другим, сродним, дисциплинама. Како извори који се користе у истраживањима, која се заснивају на биографском методу, имају психолошку димензију, овај метод се често користи у пракси социјалног рада.
Биографски метод, када се користи у социјалном раду, подразумева је дан облик систематског посматрања, бележења и тумачења понашања неке особе у току дужег временског периода. Биографски метод у виду дневничког бележења развоја деце на основу директног посматрања, с једне, или реконструкције прошлости одрасле особе на основу мноштва анамнестичких и хетероанамнестичких података, с друге стране.